# Nancun, Hebei
Nancun är en köping i Kina. Den ligger i provinsen Hebei, i den norra delen av landet, omkring 250 kilometer sydväst om huvudstaden Peking. Antalet invånare är 38 608. Befolkningen består av 19 628 kvinnor och 18 980 män. Barn under 15 år utgör 15,0 %, vuxna 15-64 år 76 %, och äldre över 65 år 8,0 %.
Runt Nancun är det tätbefolkat, med 881 invånare per kvadratkilometer. Närmaste större samhälle är Shijiazhuang, 14,0 km väster om Nancun. Trakten runt Nancun består till största delen av jordbruksmark.
Genomsnittlig årsnederbörd är 702 millimeter. Den regnigaste månaden är juli, med i genomsnitt 228 mm nederbörd, och den torraste är januari, med 4 mm nederbörd.